# 貝克河 (利珀河支流)
51°45′47″N 8°46′20″E / 51.76306°N 8.77222°E
貝克河（德語：Beke），是德國的河流，位於該國西部，處於北萊茵-威斯特法倫州，屬於利珀河的左支流，河道全長17.6公里，流域面積49.9平方公里，發源自舊貝肯。